# Alcedo leucogaster
Alcedo leucogaster é uma espécie de ave da família Alcedinidae.
Pode ser encontrada nos seguintes países: Angola, Benin, Camarões, República Centro-Africana, República do Congo, República Democrática do Congo, Costa do Marfim, Guiné Equatorial, Gabão, Gana, Guiné, Guiné-Bissau, Libéria, Nigéria, São Tomé e Príncipe, Serra Leoa, Tanzânia, Togo, Uganda e Zâmbia.